# Volarice
Volarice is een plaats in de gemeente Senj in de Kroatische provincie Lika-Senj. De plaats telt 112 inwoners (2001).